# Bystus vestitus
Bystus vestitus es una especie de coleóptero de la familia Endomychidae.

## Distribución geográfica
Habita en Panamá.